# Четвинд-Толбот, Чарльз, 22-й граф Шрусбери
Чарльз Генри Джон Бенедикт Крофтон Четвинд Четвинд-Толбот, 22-й граф Шрусбери, 22-й граф Уотерфорд, 7-й граф Толбот (англ. Charles Henry John Benedict Crofton Chetwynd Chetwynd-Talbot, 22nd Earl of Shrewsbury, 22nd Earl of Waterford, 7th Earl Talbot; род. 18 декабря 1952) — английский аристократ и наследственный лорд-стюард Ирландии. Он является первым графом в Пэрстве Англии как граф Шрусбери (креация 1442 года) и Пэрстве Ирландии как граф Уотерфорд (креация 1446 года). Он также носит титулы графа Толбота и барона Толбота.
С 1952 по 1980 год носил титул учтивости — Виконт Ингестре.

## Ранняя жизнь и образование

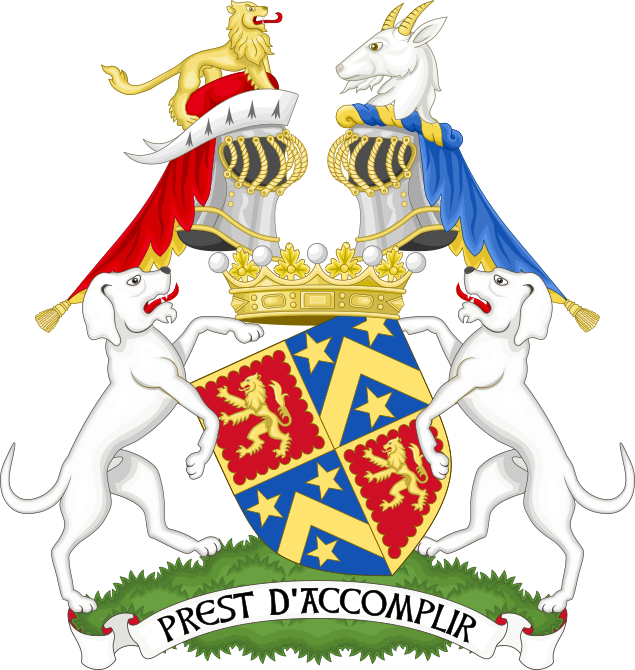
Герб Чарльза Четвинда-Толбота, 22-го графа Шрусбери

Родился 18 декабря 1952 года в Ингестре-Холле, графство Стаффордшир. Пятый ребенок и старший сын Джона Четвинда-Толбота, 21-го графа Шрусбери (1914—1980), и его первой жены, Надин Крофтон (1913—2003), дочери бригадира Сирила Рэнделла Крофтона. Его крестным отцом был Генри, герцог Глостерский. Его родители развелись в 1963 году. Он получил образование в школе Хэрроу.
12 ноября 1980 года после смерти своего отца Чарльз Четвинд-Толбот унаследовал титулы 22-го графа Шрусбери, 22-го графа Уотерфорда, 22-го лорда-стюарда Ирландии, 7-го графа Толбота, 7-го виконта Ингестре и 9-го барона Толбота.

## Политическая карьера
Лорд Шрусбери — один из 92 наследственных пэров, избранных в Палату лордов Великобритании, а также хлыст консервативной и юнианистской партий. Он был назначен заместителем лейтенанта графства Стаффордшир в 1994 году. Позднее он участвовал как патрон и почетный президент организации Staffordshire Historic Churches Trust. Покровитель одиннадцати англиканских приходов.
Будучи спортсменом, граф Шрусбери является президентом Ассоциации торговли оружием и заместителем председателя постоянной конференции по спорту. Член гильдии трех лондонских ливрейных компаний: компании ткачей, компании оружейников и компании кузнецов. Ранее он ушел в отставку с поста председателя Британского совета по стрельбе и консультативного комитета по огнестрельному оружию в Министерстве внутренних дел Великобритании. Он является членом клуба армии и военно-морского флота и Прэттс-клуба.
Ранее лорд Шрусбери вышел в отставку с должностей директора и заместителя председателя Britannia Building Society и президента ассоциации строительных обществ. Он продвигает британскую промышленность и коммерцию на родине и в США. Он продвигает британский стрелковый спорт.

## Семья
5 января 1973 года он женился на Джейн Деборе Хатчинсон, дочери Ноэля Стотона Хатчинсона и Дженнифер Хатчинсон из Эллертона, графство Шропшир. У них трое детей:
- Леди Виктория Четвинд-Толбот (род. 7 сентября 1975). Жена Дэниэла Гудолла с 2005 года; имеет одного ребенка:
  - Чарли Гудолл (род. 15 сентября 2006)
- Джеймс Четвинд-Толбот, виконт Ингестре (род. 11 января 1978). Женился в 2006 году на Полли Блэки (род. 1978) из Дебдена (Эссекс), имеет четверых детей:
  - Достопочтенная Матильда Четвинд-Талбот (род. 3 ноября 2008)
  - Достопочтенная Роза Четвинд-Талбот (род. 20 февраля 2010)
  - Достопочтенная Флора Четвинд-Талбот (род. 30 сентября 2011)
  - Достопочтенный Джордж Четвинд-Талбот (род. 3 мая 2013)
- Достопочтенный Эдвард Четвинд-Талбот (род. 18 сентября 1981). В 2010 году женился на Рози Майерс из Скамблсби (Линкольншир); имеет дочь:
  - Джемима Грей Четвинд-Талбот (род. 5 марта 2016)

Лорд Шрусбери и его семья живут возле города Эшборн в графстве Дербишир — дом в несколько ярдов от Стаффордшир-Мурлендс. Леди Шрусбери была высшим шерифом Стаффордшира в 2000 году.